# Gynoplistia (Gynoplistia) campbelli
Gynoplistia (Gynoplistia) campbelli is een tweevleugelige uit de familie steltmuggen (Limoniidae). De soort komt voor in het Australaziatisch gebied.